# 道の駅みわ
道の駅みわ（みちのえき みわ）は、茨城県常陸大宮市にある国道293号の道の駅である。

## 概要
旧美和村の申請により、1995年（平成7年）に道の駅として登録された。

## 施設
農産物直売所であるしんせんファクトリーには地元産の野菜などが並ぶ。
- 駐車場（小型車80台、大型車4台、身体障害者用3台）
- 満てんトイレ（男7、女8、身体障害者用1、母子用1）
- 公衆電話
- みわ★ふるさと館「北斗星」
  - ふるさと情報サービスコーナー
  - しんせんファクトリー
  - ショップほくとせい
  - レストラン北斗庵
  - おもしろ工房
  - ギャラリープラウ
- おまつり館

## アクセス
- 国道293号 - 登録路線
  - 茨城県道29号常陸太田那須烏山線
  - 茨城県道234号小田野大那地線

公共交通機関
- 水郡線常陸大宮駅から茨城交通で55分「道の駅北斗星」下車。
- 烏山線烏山駅から市営バスで26分「道の駅みわ前」下車。

## 周辺
- 花立自然公園
- 吉田八幡神社